# Polibutadiene

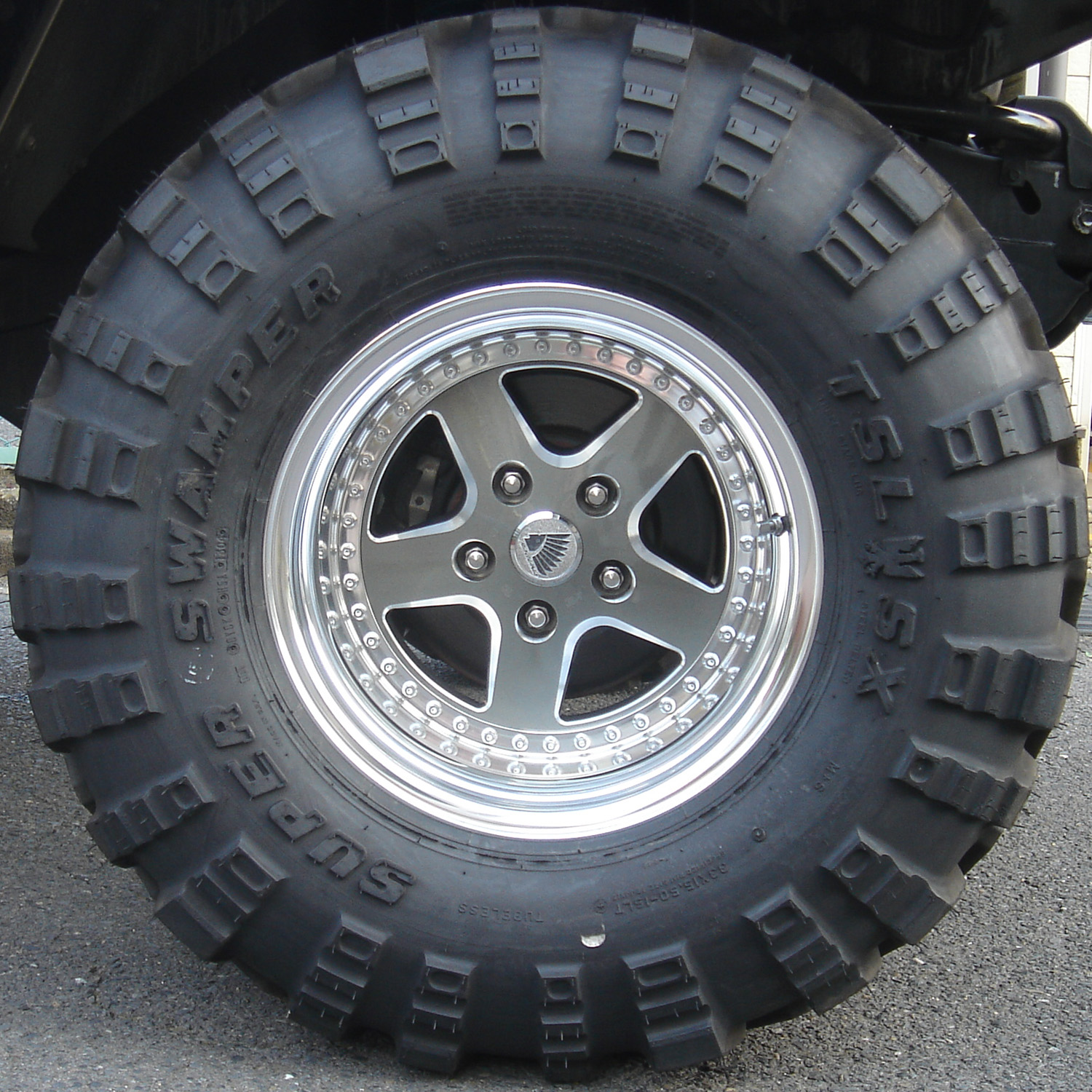

Il polibutadiene è una gomma sintetica che possiede elevata resistenza all'uso tanto da essere impiegata nella fabbricazione di pneumatici per automobili. Altri impieghi comuni riguardano la fabbricazione di oggetti in gomma come, ad esempio la suola delle scarpe o i nastri trasportatori in impiantistica industriale. È anche un additivo utilizzato nella produzione di polistirene e ABS.
La sua elasticità gli conferisce un recupero post stress dell'80%. Chimicamente il polibutadiene è un polimero costituito da unità monomere di 1,3-butadiene.

## Struttura chimica
L'addizione 1,2 di unità monomere di butadiene origina 1,2-polibutadiene, che presenta unità viniliche CH2=CH-. L'addizione 1,4 produce invece due differenti isomeri cis e trans: cis 1,4-polibutadiene e trans 1,4-polibutadiene.
Il meccanismo della polimerizzazione dipende dalle condizioni di reazione, in particolare dai catalizzatori utilizzati. La formazione di ponti, dovuti alla presenza dei doppi legami, rende conto dell'elasticità del polimero.
Il processo di vulcanizzazione viene applicato al polibutadiene, in relazione alla destinazione, per migliorarne ulteriormente le qualità chimico-fisiche e meccaniche.

## Tipologie di polibutadiene
In relazione al contenuto percentuale delle specifiche subunità isomere, possono aversi le seguenti categorie di polibutadiene:
- Polibutadiene alto-cis. Costituito da una grande quantità di unità cis (>93%) e poche unità viniliche (<4%), viene sintetizzato utilizzando i catalizzatori di Ziegler-Natta e le sue proprietà variano in funzione del metallo utilizzato. Possono avere da bassa ad alta resistenza meccanica.
- Polibutadiene basso-cis. Ottenuto utilizzando un alchil-litio come catalizzatore (es. n-butil litio), contiene tipicamente il 40% di unità cis, il 50% di trans e il 10% di vinile. Viene utilizzato come additivo per altre materie plastiche.
- Polibutadiene alto-vinile. Sintetizzato utilizzando un catalizzatore litioalchilico, contiene oltre il 70% di unità viniliche. È utilizzato per produrre pneumatici di qualità. Una particolare tipologia, con contenuto vinilico del 90% e configurazione sindiotattica, è commercializzato da una ditta giapponese e rappresenta un elastomero (a temperatura ambiente) termoplastico.
- Polibutadiene alto-trans. Ottenuto con catalizzatori simili a quelli utilizzati per l'alto-cis è un materiale plastico cristallino (non elastico) che fonde a 80 °C. Era utilizzato nella produzione di palle da golf.
- Polibutadiene metallocene. Recentemente sintetizzato da ricercatori giapponesi, utilizza un metallocene come catalizzatore, permettendo di ottenere una proporzione di unità cis/trans/vinile ampiamente variabile.